# Otomar Krejča
Otomar Krejča (23. listopadu 1921 Skrýšov u Pelhřimova – 6. listopadu 2009 Praha) byl český divadelní režisér, herec a zakladatel slavného Divadla za branou, manžel herečky Marie Tomášové.

## Život
Narodil se roku 1921 ve Skrýšově, pozdější součásti města Pelhřimova. V letech 1946–1951 byl členem Městského divadla na Král.Vinohradech, kam jej přivedl režisér Jiří Frejka. V období 1956–1961 působil jako ředitel činohry Národního divadla. V roce 1965 patřil k zakladatelům Divadla za branou a působil zde jako režisér. Přechodně v roli režiséra působil jako host i v zahraničních divadlech, například ve Vídni, Havaně a Bruselu.
Připojil svůj podpis pod výzvu prokomunistické inteligence Kupředu, zpátky ni krok!, jež byla publikována dne 25. února 1948 na podporu komunistického převratu. Po invazi vojsk Varšavské smlouvy do Československa v roce 1968 podepsal petici 2000 slov. V reakci na to byl v roce 1970 vyloučen z KSČ, Divadlo za branou bylo zrušeno o dva roky později. V Československu mohl zase režírovat až po sametové revoluci v roce 1989. Roku 1998 byl vyznamenán medailí Za zásluhy I. stupně. Dne 24. května 2002 mu Akademie múzických umění v Praze udělila čestný doktorát.
Zemřel roku 2009 v Praze. Pohřben byl na městském hřbitově v Pelhřimově.

## Vybrané divadelní režie
- 1949 Maxim Gorkij: Falešná mince, Komorní divadlo, 7 repríz
- 1954 Oscar Wilde: Ideální manžel, Tylovo divadlo, 130 repríz
- 1957 Nâzım Hikmet: Podivín, Tylovo divadlo, 57 repríz
- 1958 František Hrubín: Srpnová neděle, Tylovo divadlo, 163 repríz
- 1958 J. K. Tyl: Strakonický dudák, Národní divadlo, 103 repríz
- 1960 A. P. Čechov: Racek, Tylovo divadlo, 87 repríz
- 1963 William Shakespeare: Romeo a Julie, Národní divadlo, 110 repríz
- 1963 Václav Havel: Zahradní slavnost, Divadlo Na zábradlí
- 1997 J. W. Goethe: Faust, Stavovské divadlo, 66 repríz
- 2001 Thomas Bernhard: Minetti: Portrét umělce jako starého muže, Stavovské divadlo, 25 repríz

## Vybrané divadelní role
- 1947 A. S. Gribojedov: Hoře z rozumu, Molčalin, Divadlo na Vinohradech, režie Jiří Frejka, 73 repríz
- 1949 A. S. Puškin: Boris Godunov, Griška Otrepěv, Divadlo na Vinohradech, režie Jiří Frejka, 19 repríz
- 1951 William Shakespeare: Othello, tit. role, Tylovo divadlo, rež. Jan Škoda, 80 repríz
- 1954 William Shakespeare: Benátský kupec, Antonio, Tylovo div., režie František Salzer, 126 repríz
- 1956 G. B. Shaw: Svatá Jana, Richard de Beauchamp, Tylovo div., režie Jaromír Pleskot, 103 repríz
- 1963 W. Shakespeare: Cokoli chcete aneb Večer tříkrálový, Malvolio, Tylovo div., režie Jaromír Pleskot, 75 repríz
- 2002 Thomas Bernhard: Minetti. Portrét umělce jako starého muže (Minetti. Ein Portrait des Künstlers als alter Mann). 1977, Český rozhlas, úprava a režie Josef Henke, překlad: Josef Balvín, osoby a obsazení: Minetti (Otomar Krejča), Dáma (Antonie Hegerlíková), dívka (Anna Suchánková), Hotelový vrátný (Soběslav Sejk), Hotelový sluha (Miroslav Masopust), Muž se psí maskou (Jiří Klem), lilipután + maškara + harmonika (Petr Šplíchal), Opilec + maškara (Josef Plechatý), starý kulhající muž (Josef Henke), Maškara + dívčin přítel (Viktor Dvořák), Maškary (Dana Verzichová, David Švehlík, Aleš Pospíšil, Jaroslav Slánský, Jana Stryková, Vladimír Senič a Jiří Litoš) a hlášení (Světlana Lavičková)[7]

## Film
- 1963 Mezi námi zloději – role: kasař Josef Laštovka, účetní JZD
- Vyšší princip - role: JUDR.Skála

## Citáty
„Otomar Krejča byl velikán. V době, kdy jsme na přelomu 50. a 60. let byli na škole, byl pro nás velikánským soupeřem. Tím myslím někoho, od koho jsme se odráželi, koho jsme obdivovali a zároveň jsme ho chtěli nějakým způsobem překonat. Ale vždycky jsme viděli tu ohromnou horu práce a úsilí.“
Jan Kačer 